# 算经十书
《算经十书》是指中国汉、唐时期流傳下来的十部重要数学书籍的總稱。明初严恭在《通源算法》称之为“十经”，明末程大位《算法统宗》称之为“十书”。清代戴震校勘，交亲家曲阜孔继涵在1777年刻印的微波榭本最早采用《算经十书》这个统称。近代，1963年钱宝琮校点的《算经十书》包括《周髀算经》（简称《周髀》）、《九章算术》、《海岛算经》、《孙子算经》、《张邱建算经》、《五曹算经》、《五经算术》、《缉古算经》，附录《数术记遗》、《夏侯阳算经》。1998年郭书春與刘纯校点的《算经十书》，次序依照钱宝琮校点本。这十部书虽不能概括中国汉唐时期的全部数学知识，但是从中可以看到很多中国古代先贤的理论成就。

## 历史
唐代李淳風等人注释十部算经，唐高宗显庆元年（656年）完成，作为国子监算学馆的教材和明算科的考试项目。但是唐代的十部算经和现在的《算经十书》不尽相同，李淳风注释的十部算经是：《周髀》、《九章》、《海岛》、《孙子》、《张邱建》、《五曹》、《五经》、《缉古》、《缀术》和《夏侯阳算经》。
北宋中国印刷术發達，宋神宗元豐七年（1084年）秘书省重新刊刻《十书》，當時《綴術》已經失傳，實際刊刻的只有九種。唐代夏侯陽撰《夏侯阳算经》於北宋時已失传。北宋元豐九年（1084年）所刻《夏侯阳算经》是一部伪书，韓延曾撰《算书》三卷，卷首有“夏侯阳曰”字句，欧阳修编撰《新唐书》不察，误以为韓延著有《夏侯阳算经》，因此在北宋重刻《算经十书》时，以韓延撰的《算书》当成《夏侯阳算经》。
南宋人鮑澣之於宋宁宗嘉定六年（1213年）翻刻所得幾部算经时，将其于杭州七宝山宁寿观藏书中找到的一部徐岳编著的《数术记遗》以为唐代用书之一，一并付印。
明代编撰的《永乐大典》收入《周髀算经》《九章算术》《音义》《海岛算经》、《孙子算经》、《五曹算经》、《五经算术》、《夏侯阳算经》。《数术记遗》则收入《秘册汇函》丛书。
清初《算经十书》北宋刻本全部失亡，南宋鲍澣之刻本仅存《周髀算经》、《孙子算经》、《五曹算经》、《缉古算经》、《五经算术》、《夏侯阳算经》六部孤本和《九章算术》残卷。毛扆将收罗到的七部南宋鲍澣之刻本，影抄为汲古阁本（现存國立故宫博物院臺北分院）。清代经学家戴震从《永乐大典》中辑出《周髀算经》、《九章算术》《海岛算经》、《孙子算经》、《五曹算经》、《五经算术》、《夏侯阳算经》等七部算书，收入《武英殿聚珍版丛书》，另从汲古阁丛书辑出《张邱建算经》、《缉古算经》和《数术记遗》，一共十部算经，进行校勘，作图和注释作为收入《四库全书》的底本。
乾隆三十九年刻印的《四库全书》收入《周髀算经》、《音义》、《九章算术》、《海岛算经》、《孙子算经》、《五曹算经》、《五经算术》、《缉古算经》和《夏侯阳算经》。后来戴震又根据汲古阁本从新校勘十部算书，交儿女亲家孔继涵刻成微波榭版，并第一次用《算经十书》称呼。

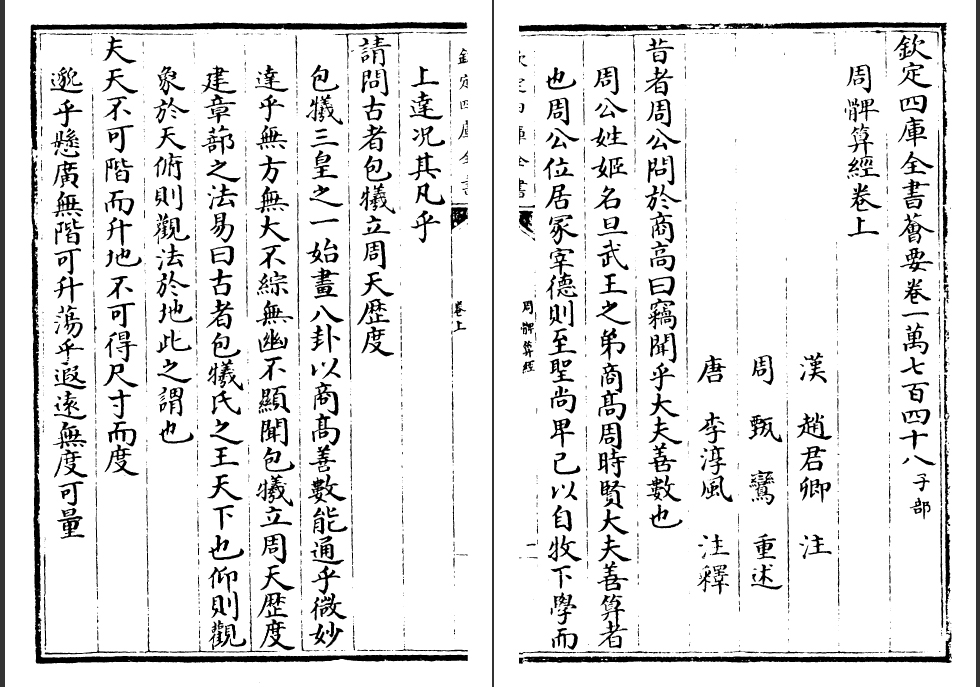
周髀算經
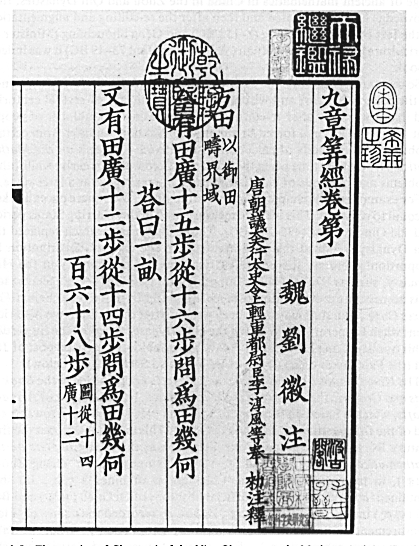
九章算術
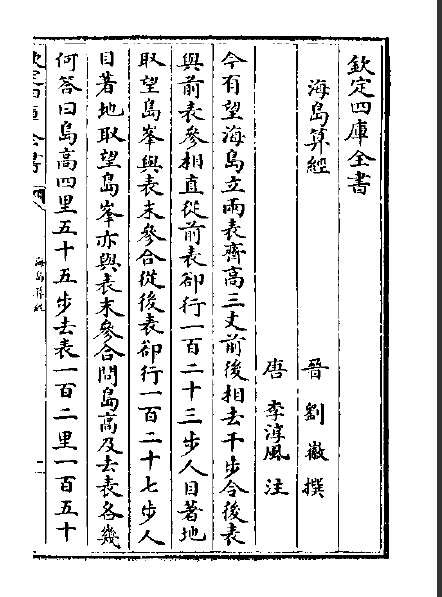
海岛算经
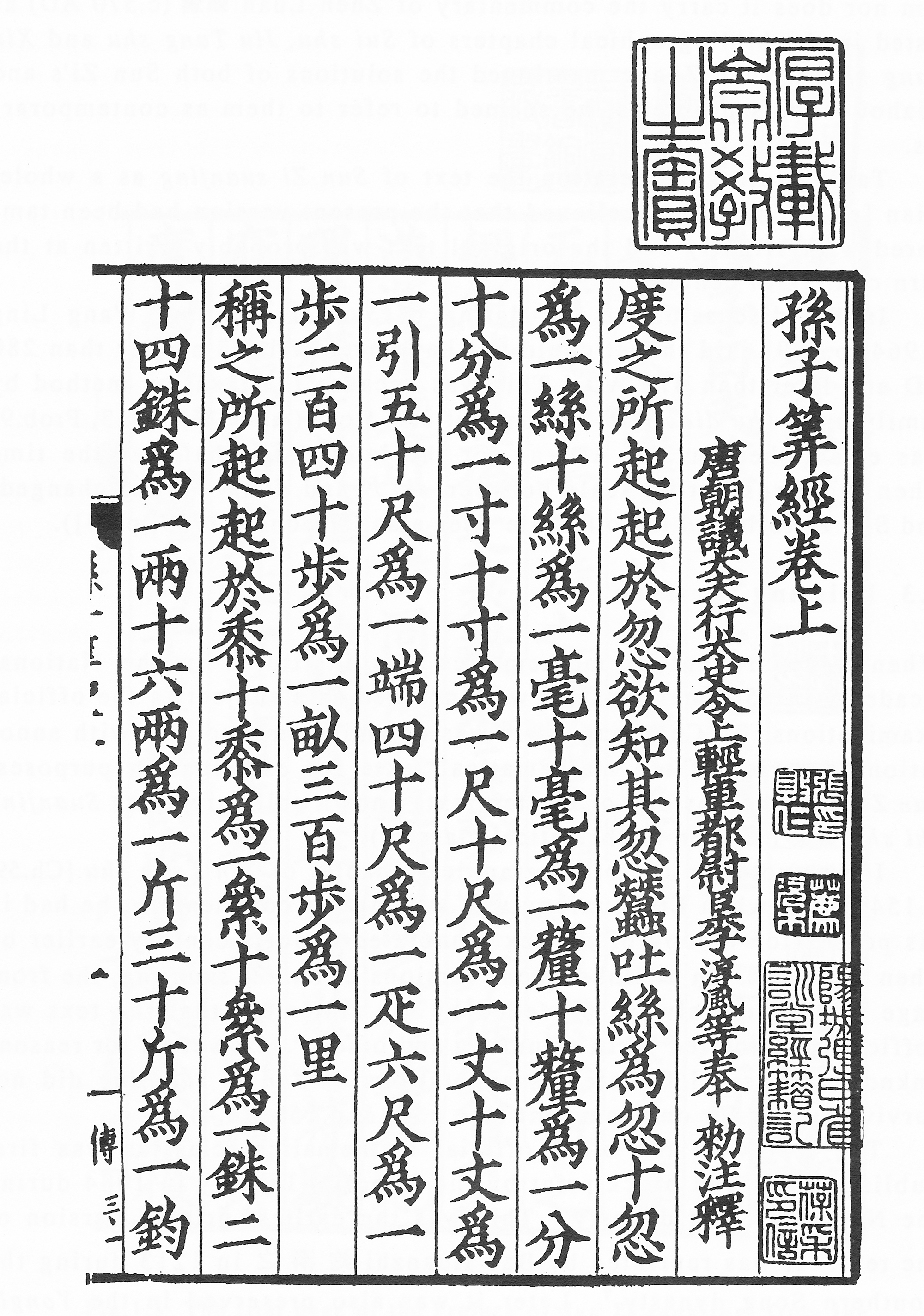
孙子算经
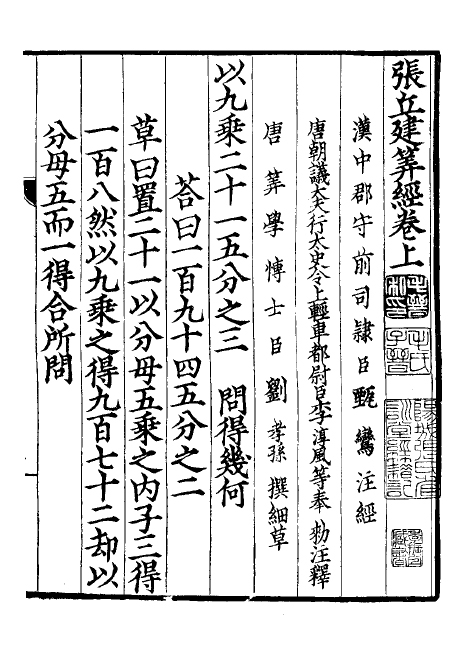
张邱建算
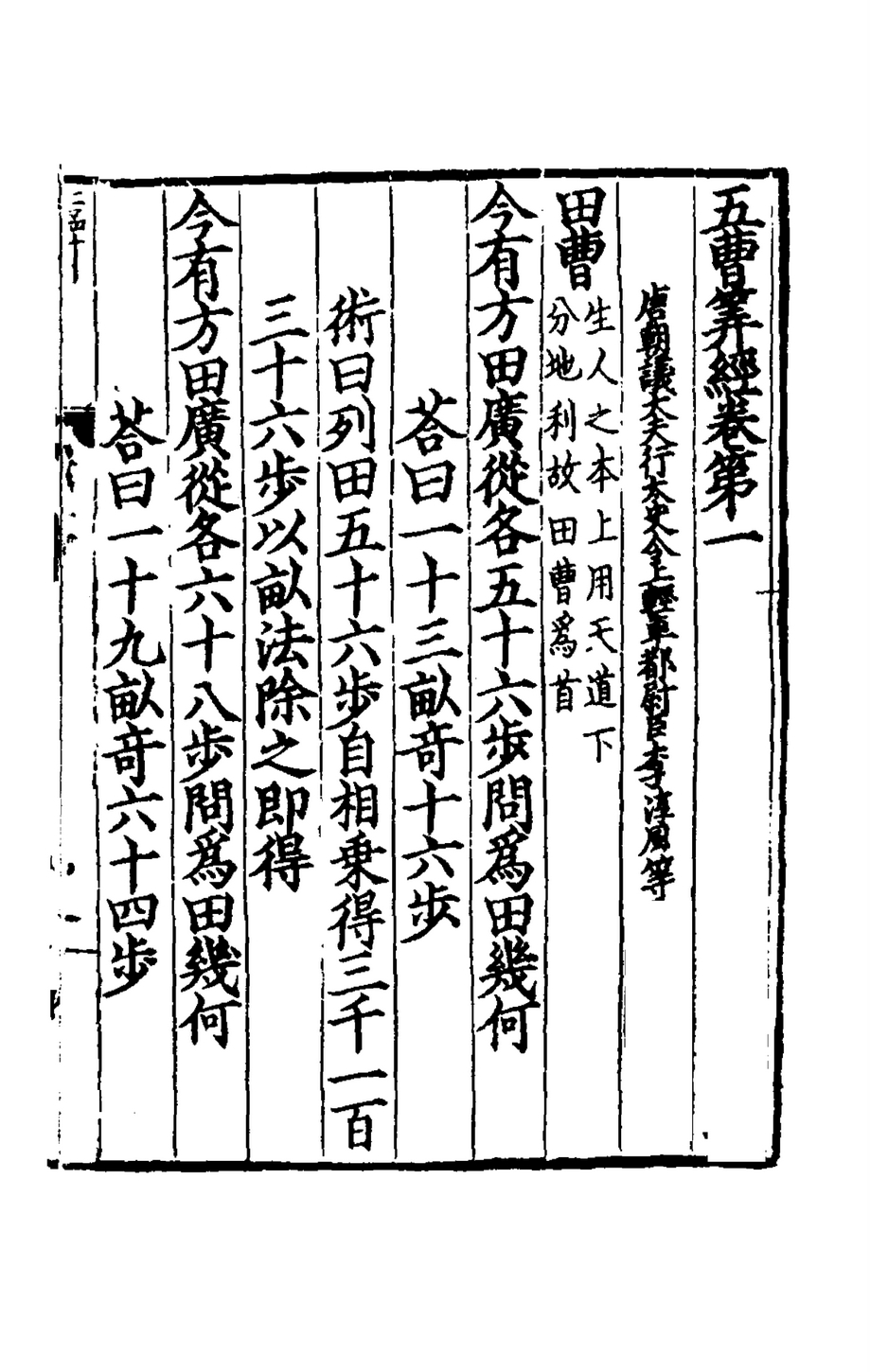
五曹算经
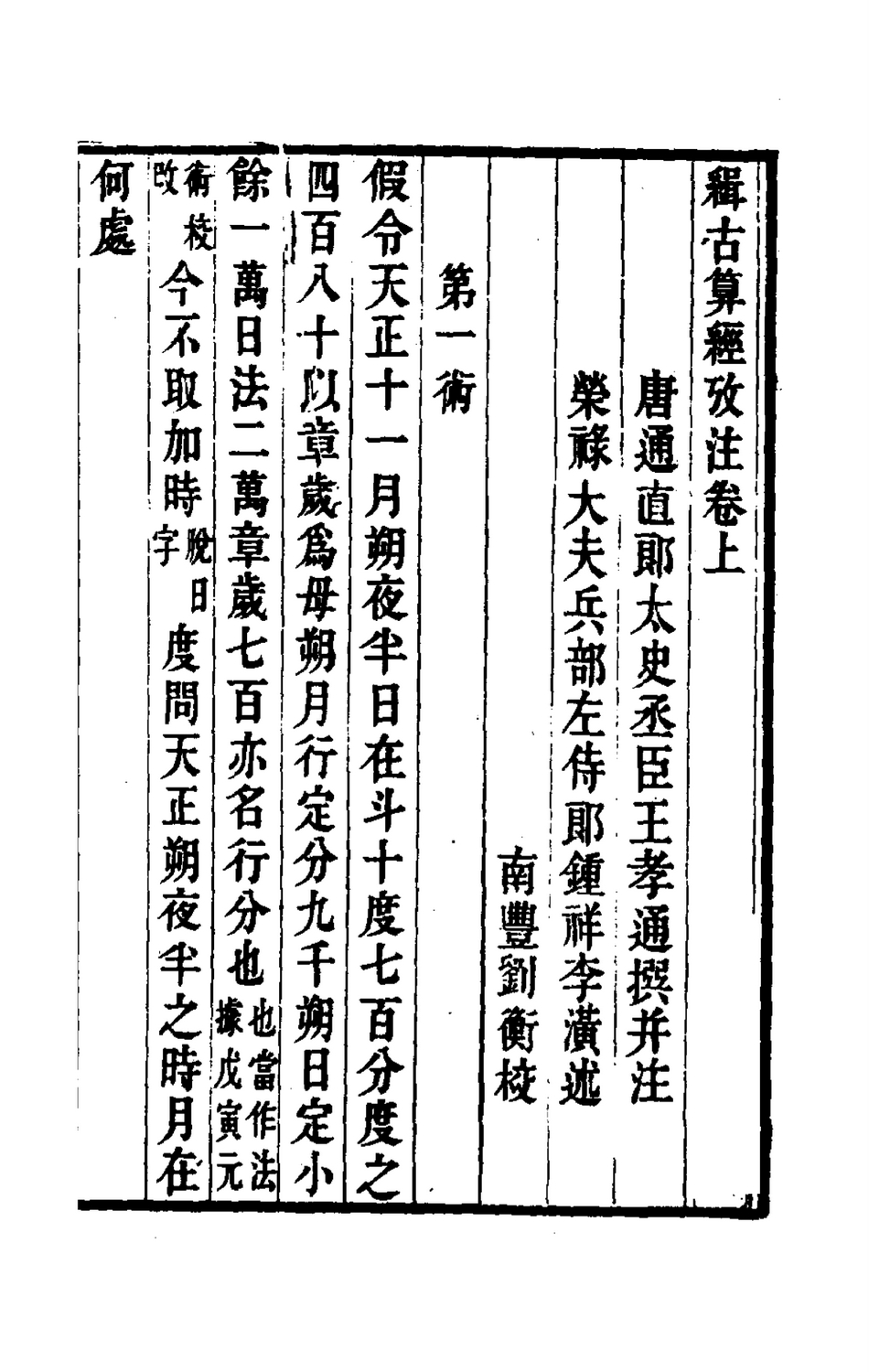
缉古算经
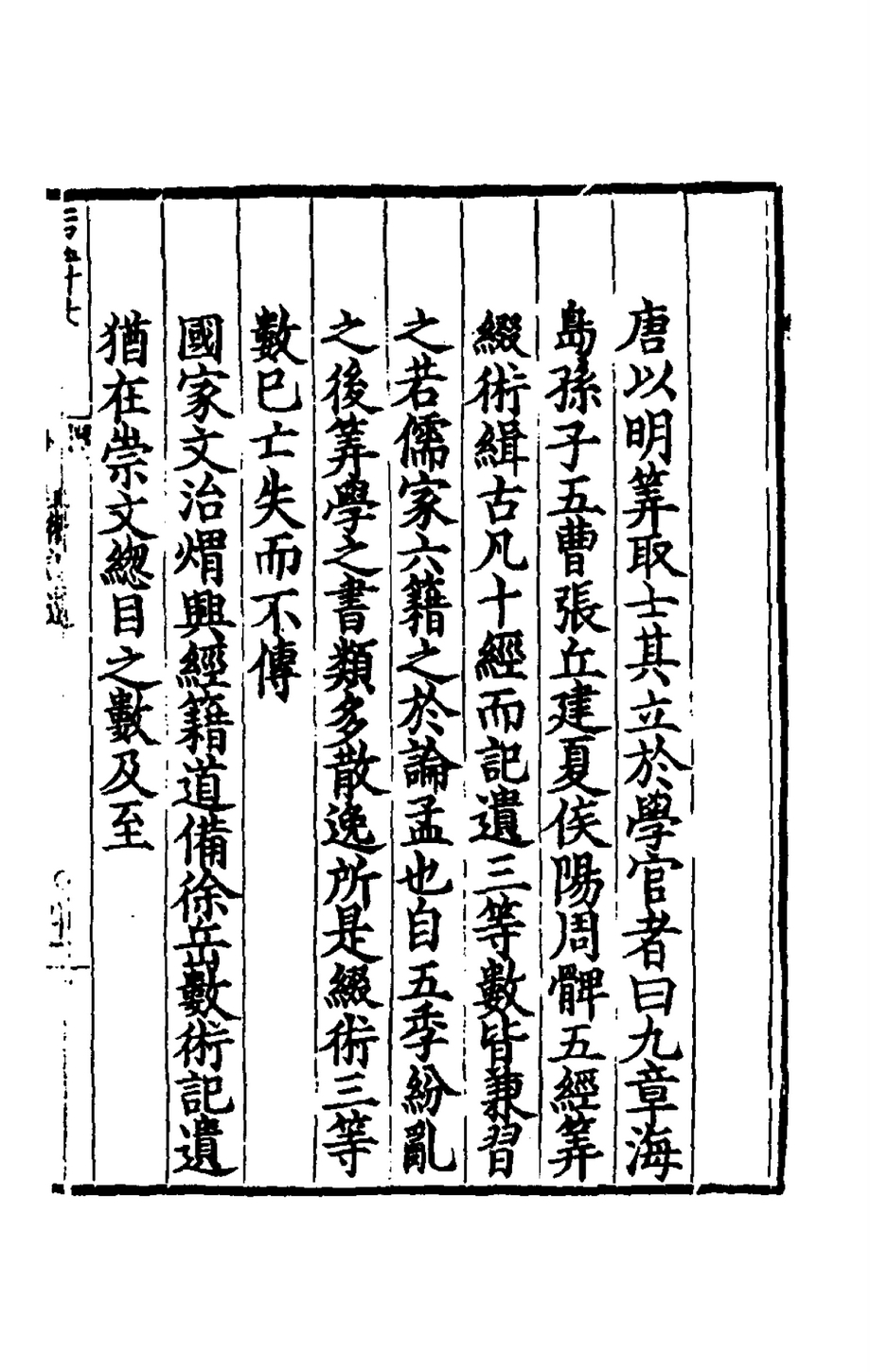
数术记遗

## 现代影印本和校订本
- 1932年北平故宫博物院将汲古閣本算經收入《天祿琳琅叢書》。
- 1980年文物出版社将现存上海图书馆的六部孤本南宋鲍澣之刻本影印为《宋刻算经六种》。
- 1963年钱宝琮根据戴震-孔继涵微波榭本校勘《算经十书》，由中华书局刊行。这套《算经十书》后来收入《李俨.钱宝琮科学史全集》卷4.
- 1998年郭书春和刘纯以文物出版社根据南宋鲍澣之刻本影印的《宋刻算经六种》为底本，校勘《周髀算经》、《张邱建算经》、《孙子算经》、《五曹算经》、《数术记遗》和《九章算术》前五卷，又根据汲古阁版校勘《缉古算经》、《夏侯阳算经》和《九章算术》后四卷，收入新世纪万有文库的《算经十书》二卷，由辽宁教育出版社出版。